# Laguépie
 Laguépie  es una población y comuna francesa, en la región de Mediodía-Pirineos, departamento de Tarn y Garona, en el distrito de Montauban y cantón de Saint-Antonin-Noble-Val.

## Demografía
| 991 | 1016 | 925 | 872 | 787 | 720 | 737 | 635 |
| Para los censos de 1962 a 1999 la población legal corresponde a la población sin duplicidades (Fuente: INSEE [Consultar]) |      |     |     |     |     |     |     |